# Mycena interrupta
Espèce
Mycena interrupta est une espèce de champignons de la  famille des Mycenaceae.

## Description

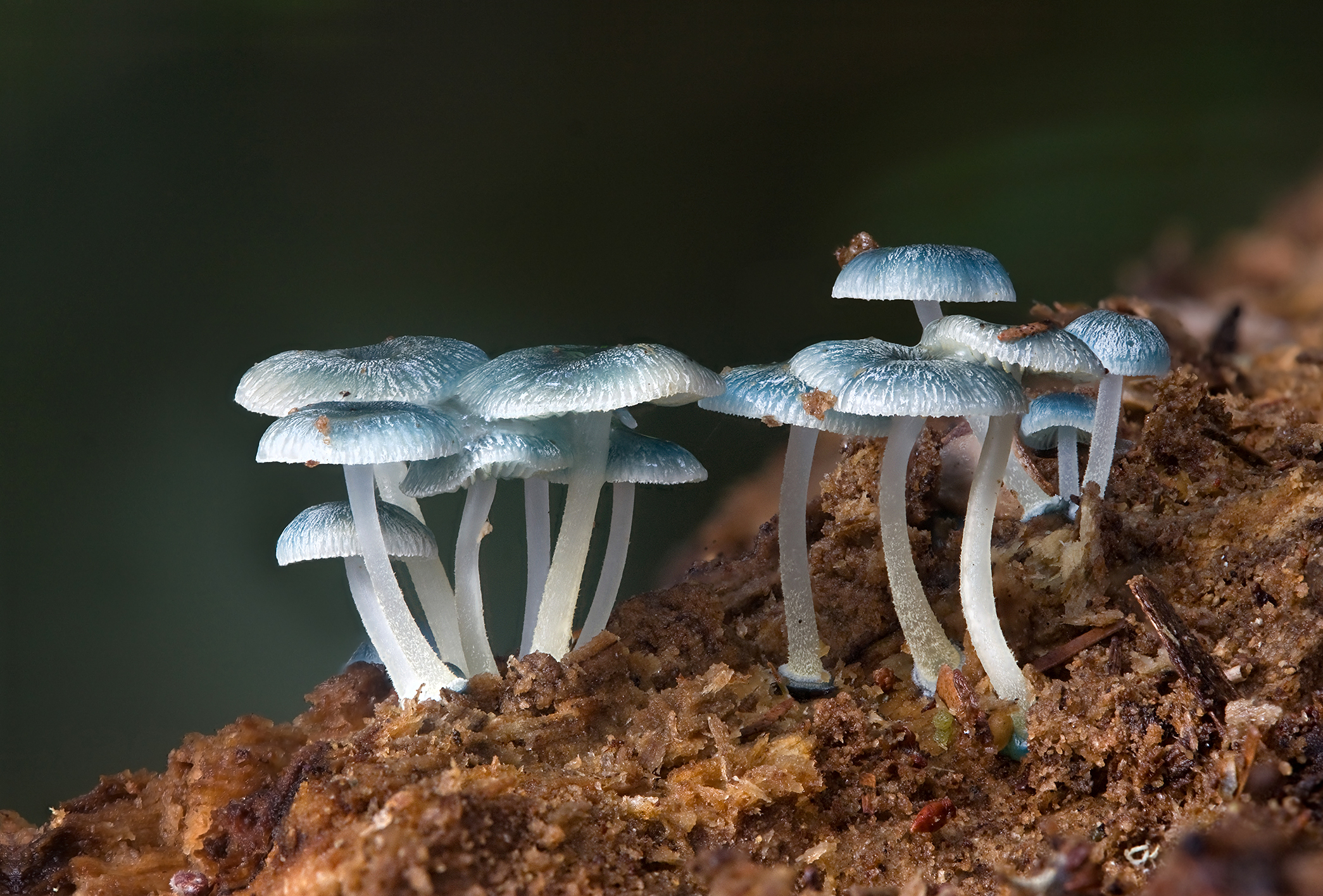
Mycena interrupta

## Habitat et distribution
Sa distribution correspond au Gondwana, car on le trouve en Australie, en Nouvelle-Zélande, en Nouvelle-Calédonie
 et au Chili. En Australie, on le trouve dans le Victoria, la Tasmanie, la Nouvelle-Galles du Sud, en Australie-Méridionale, et dans le Queensland où sa distribution se limite au parc national de Lamington.

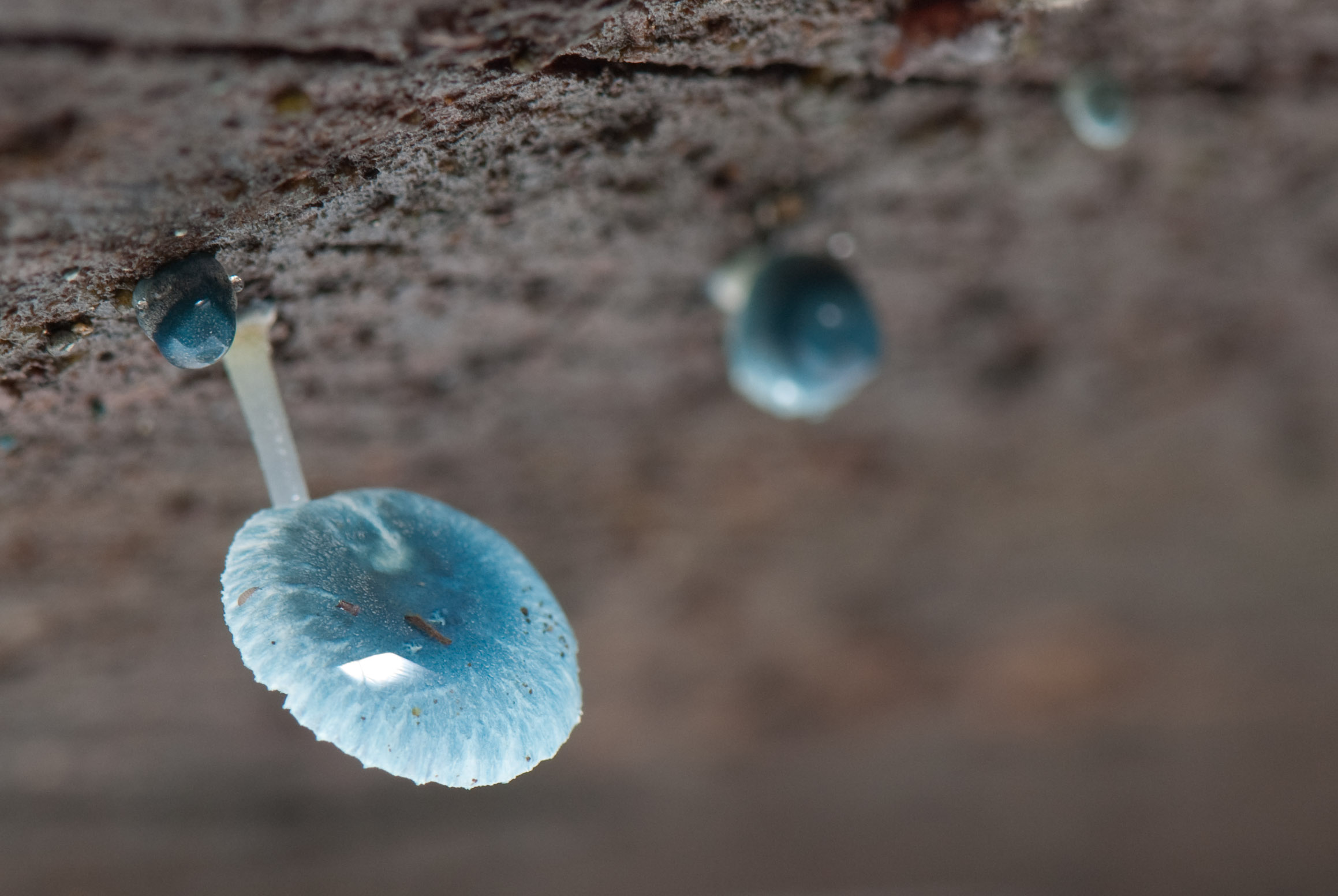
Mycena interrupta.